# Хуан Армет
Хуан Армет (ісп. Juan Armet, 30 червня 1895, Тарраса — 5 жовтня 1956, Мадрид) — іспанський футболіст, що грав на позиції нападника. По завершенні ігрової кар'єри — тренер.

## Клубна кар'єра
Народився в місті Тарраса у аристократичній каталонській сім'ї і разом з братами і Франческо і Жорді був одним з найважливіших каталонських футболістів на початку двадцятого століття. Виступав за збірну Каталонії, з якою він виграв Кубок Принца Астурії у 1916 році.
На клубному рівні почав грати за «Універсітарі Спорт», але потім перейшов у «Еспаньйол», де вже грали його брати. У віці 22 років він переїхав до «Севільї», за яку відіграв 10 сезонів, встигнувши виграти 9 чемпіонатів Андалусії. Завершив професійну кар'єру футболіста виступами за «Севілью» у 1927 році.

## Кар'єра тренера
Ще продовжуючи грати на полі, у 1921—1922 роках паралельно очолював «Валенсію», а вже після завершення ігрової кар'єри 1927 року став головним тренером команди «Реал Бетіс» і тренував клуб з Севільї три роки.
Згодом з 1941 року і до вересня 1943 року очолював тренерський штаб клубу «Реал Мадрид». У той час, як у світі тривала світова війна, нейтральна Іспанія продовжувала регулярно проводити футбольні чемпіонати і свою діяльність Ла-Ліга в 1940-х роках не переривала ані на рік. У сезоні 1941/42 «Реал» зайняв друге місце, а наступний розпочався з прекрасної перемоги над «Барселоною» 3:0. За нею пішла ще одна — виїзна 2:1 над «Депортіво». «Реал» йшов другим, але потім пішов затяжний спад і після 18 турів сезону 1942/43 команда опинилась на низькому 11 місці, на якому команда провела 9 турів. Ближче до кінця сезону з неймовірними зусиллями вона змогла піднятися на 7-у позицію — але потім звалилася на 10-та, де і закінчила сезон. Цей результат був одним з найгірших в історії «королівського» клубу.
Згодом Армет очолював «Реал Хаен», а останнім місцем тренерської роботи був клуб «Сабадель», головним тренером команди якого Хуан Армет був з 1942 по 1943 рік.
Помер 5 жовтня 1956 року на 62-му році життя у місті Мадрид.